# Flight Unlimited III
 (juillet 2019).
Si vous disposez d'ouvrages ou d'articles de référence ou si vous connaissez des sites web de qualité traitant du thème abordé ici, merci de compléter l'article en donnant les références utiles à sa vérifiabilité et en les liant à la section « Notes et références ».
Flight Unlimited III est un simulateur de vol développé par Looking Glass Studios en 1999 et permettant le pilotage virtuel d'une dizaine d'avions. Il peut être joué avec les touches du clavier ou avec un joystick et être utilisé avec les systèmes Windows 95 et Windows 98 (compatible avec Windows 7). Il est présenté sous forme de CD-ROM.